# Wallaces flyggroda
Wallaces flyggroda (Rhacophorus nigropalmatus) är en groddjursart som beskrevs av George Albert Boulenger 1895 och som förekommer i Sydostasien. Den ingår i släktet Rhacophorus och familjen trädgrodor. Inga underarter finns listade i Catalogue of Life.
Trädgrodor lever i träd och har klistrigt ämne på fingrarna och tårna som hjälper vid klättring. Den har stora ögon med vågräta pupiller. Den hudmembran mellan fingrarna och tårna vilket gör att den kan glidflyga flera meter när den förflyttar sig mellan träd. 
Arten är uppkallad efter den brittiske forskaren Alfred Russel Wallace, som var en av de tidigaste forskarna som rapporterade om observationer av flygande grodor.
IUCN kategoriserar arten globalt som livskraftig.